# جیمی کانرز
جیمی کانرز (انگلیسی: Jimmy Connors؛ زاده ۲ سپتامبر ۱۹۵۲) یک تنیس‌باز و خاطره‌نویس اهل ایالات متحده آمریکا است.او با ۱۰۹ قهرمانی در تمامی رقابت های تنیس بالاتر از راجر فدرر با ۱۰۳ قهرمانی رکورد دار بیشترین قهرمانی در تاریخ تنیس است